# Gonzalo Guerrero
Gonzalo Guerrero (Palos de la Frontera, Huelva, España, circa 1470 – Puerto Caballos, actualmente Puerto Cortés, cerca de San Pedro Sula, Honduras, 13 de agosto de 1536) fue un marino español y uno de los primeros europeos en asentarse en el seno de una cultura indígena. Murió luchando contra los conquistadores españoles al mando de Pedro de Alvarado. Es un personaje controvertido porque se asimiló y llegó a ser un jefe maya durante la conquista de Yucatán, especialmente belicoso contra los conquistadores, por lo que fue conocido como el Renegado por sus compatriotas españoles, mientras que en México lo denominan Padre del Mestizaje. También se le llamó Gonzalo Marinero, Gonzalo de Aroca y Gonzalo de Aroza.

## Juventud en Europa
Se sabe que nació en Palos de la Frontera en la octava década del siglo XV, contemporáneo a Vicente Yáñez Pinzón cuando este fue como capitán de la carabela Niña en la expedición colombina.
Fue más soldado que marino y aparece como arcabucero en la conquista de Granada,[cita requerida] en una campaña que culmina el 2 de enero de 1492, cuando las tropas de los Reyes Católicos, comandadas por Gonzalo Fernández de Córdoba, el Gran Capitán, rinden al rey Boabdil de Granada y ponen fin a ocho siglos de poder islámico en la península ibérica.
Como arcabucero siguió al Gran Capitán a Nápoles, donde España inicia su influencia en Europa y sus ejércitos van conformando las unidades que luego llegarían a ser los famosos tercios españoles.

## Viaje a América

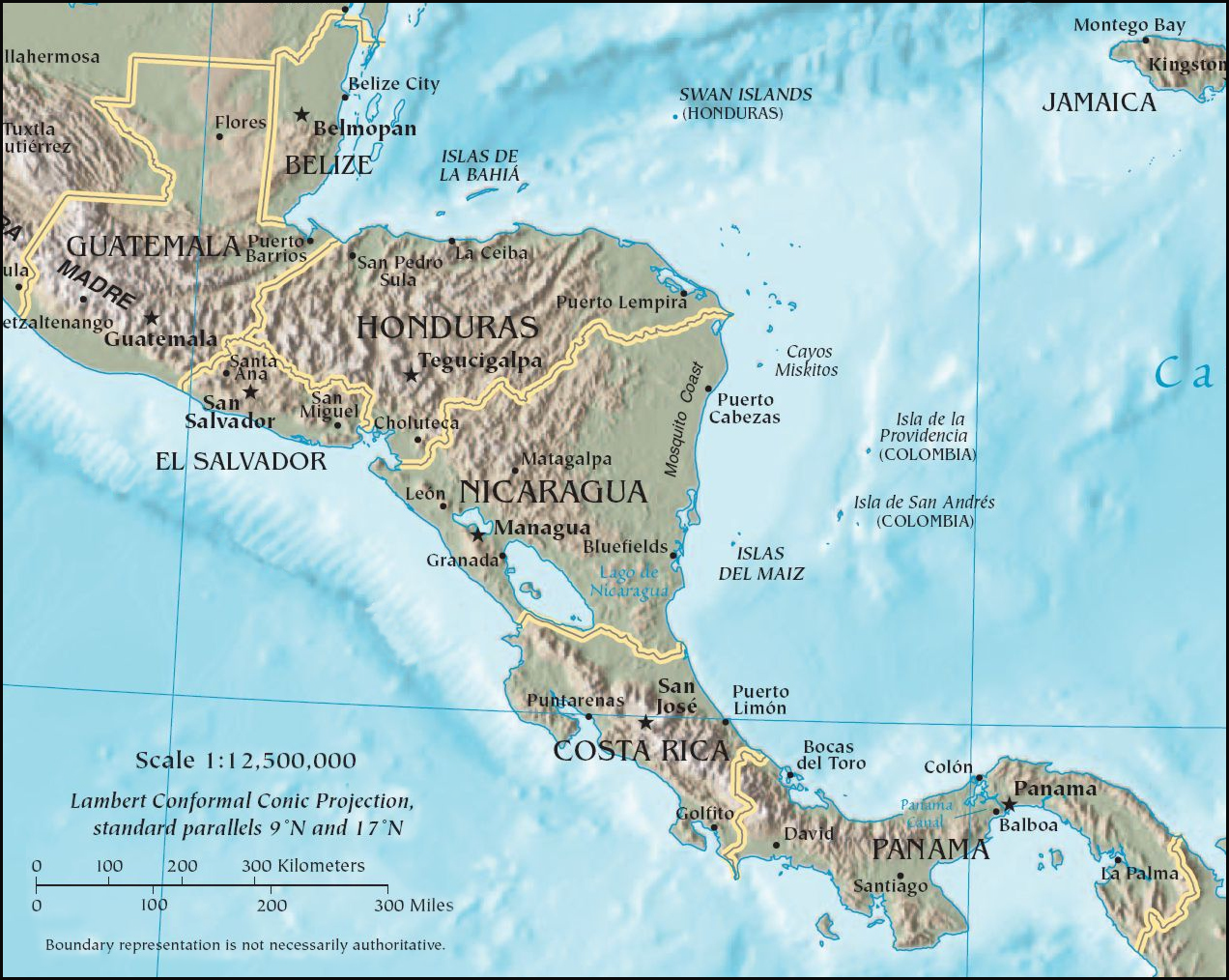
Relieve centroamericano.

En 1508, difuntos ya la reina Isabel y Cristóbal Colón, Fernando el Católico decidió recuperar parte del poder político que había cedido a los Colón en las Capitulaciones de Santa Fe (17 de abril de 1492),[cita requerida] pues su gobierno había generado muchas revueltas y enfrentamientos, y, al mismo tiempo, acelerar la exploración y conquista de Tierra Firme eludiendo el pretendido monopolio colombino e invitando a todo aquel que tuviera los recursos y disposición para hacerlo. Fueron creadas dos nuevas gobernaciones en las tierras comprendidas entre el cabo de la Vela (Colombia) y el cabo Gracias a Dios, (en la frontera entre Honduras y Nicaragua). Se fijó el golfo de Urabá como límite de ambas gobernaciones: Nueva Andalucía al este, gobernada por Alonso de Ojeda, y Veragua al oeste, gobernada por Diego de Nicuesa.
Alrededor de 1510, Gonzalo Guerrero fue con Diego de Nicuesa a América, viéndose allí inmerso en las fratricidas luchas por el poder entre los españoles. Ojeda y Nicuesa tramitaron cédulas de posesión de Tierra Firme por lo que se convirtieron en rivales. Se disputaban los límites de sus pretendidos feudos y, sobre todo, las fértiles tierras que rodeaban el Golfo de Urabá y, aunque ninguno de ellos tuviera asegurado su nombramiento, discutían sobre mapas sus proyectos.[cita requerida] Mientras enviaban al rey cartas repletas de promesas de nuevas tierras, y de peticiones de nombramientos regios para gobernarlas, proseguían frenéticos sus exploraciones, ya que los nativos de la región morían en las plantaciones de caña, y había que sustituirlos por nuevos esclavos. En contra de las leyes españolas, se realizaron crímenes y abusos contra los nativos y luchas internas entre las autoridades locales españolas.

En verde señalada la Región del Darién en el límite de Colombia y Panamá.

Más tarde comenzó a destacar Vasco Núñez de Balboa, quien participó en la expedición comandada por el bachiller y Alcalde Mayor de Nueva Andalucía Martín Fernández de Enciso que salió a socorrer al gobernador Alonso de Ojeda. Ojeda junto con setenta hombres,[cita requerida] había fundado en Nueva Andalucía el poblado de San Sebastián de Urabá, una precaria instalación que fue en realidad un efímero fuerte, en la zona donde hoy en día se encuentra el municipio de Necoclí, localizado en la subregión de Urabá, departamento de Antioquia, en Colombia. No obstante, la proximidad de numerosas comunidades nativas belicosas que usaban armas venenosas, con las cuales hirieron en una pierna a Ojeda, decidió al gobernador a volver a La Española, dejando la ciudad a cargo de Francisco Pizarro, que en ese momento era un soldado en espera de que llegara la expedición de Enciso.[cita requerida]
Vasco Núñez de Balboa descubrió el Mar del Sur comprobando que había otro océano al otro lado de América y por lo tanto, la idea de Cristóbal Colón de llegar a Oriente navegando hacia Occidente era factible. Núñez de Balboa funda Santa María de la Antigua del Darién, en septiembre de 1510, de la que se proclamó alcalde y repartió los cargos del cabildo entre sus hombres, entre ellos a su capitán Valdivia, al que hizo regidor. Solo necesitaba que las autoridades españolas legitimaran sus conquistas militares, para lo cual se enviaban regalos de la manera más cuantiosa posible, de las riquezas de la zona que se proyectaba gobernar:

Vasco Núñez deliberó que tornase Valdivia para hacer saber al Almirante y jueces de las nuevas de la otra mar y riquezas della, que del hijo Comogre y de los demás habían sabido, y la grande esperanza que de ser ciertas tenían, pidiéndole que lo escribiesen al rey por que enviasen mil hombres para proseguir aquel camino... Enviaron con el dicho Valdivia 300 marcos de oro, que son 15.000 castellanos o pesos de oro, para que enviasen al rey los oficiales de esta isla, que le habían cabido de su quinto.
Bartolomé de las Casas, Historia de la destrucción de las Indias, tomo II, capítulo 42, página 576.

Gonzalo, con Juan de Valdivia, capitán de Núñez de Balboa, enemigo de Nicuesa, va desde Darién a la isla Fernandina, Santo Domingo, como oficial a cargo de esclavos y tripulación de la nao Santa María de Barca, armada en Almería. Pretende ver a Diego de Almagro en La Española y presentarle recomendación de Nicuesa para ser oficial en el galeón San Pelayo de Antequera.

## El naufragio
Parten de Darién el 15 de agosto de 1511, con buen tiempo. Pero, al amanecer del tercer día de navegación, se desató una gran tormenta.[cita requerida] Se dice que peces voladores saltaron a la cubierta de la nave, lo que fue considerado un mal presagio. Vientos huracanados dañaron la embarcación, mientras olas gigantescas barrían la cubierta, cuando más tarde la nave encalló. Habían naufragado en los bajos de las Víboras o de los Alacranes, frente a las costas de Yucatán.

... (Y) atajó Dios los pasos a Valdivia, y a los demás dio a entender (...) las obras que hacía de ser dignas de todo fuego eterno, porque embarcando (...) se hundió con su oro y con sus nuevas en unos bajos (...) que se llaman las Víboras.
 Bartolomé de las Casas, Descubrimiento del Mar Pacífico, (tomado de Clásicos Jackson, volumen XXVII, Historiadores de Indias), página 55.

Solo entre 13 y 21[cita requerida] personas, dieciocho hombres y dos damas, sobreviven en un pequeño batel sin provisiones, donde por desesperación beben sus propios orines "...porque vinieron a tan gran necesidad que bebían lo que orinaban". 
Únicamente llegan ocho a la costa de Yucatán, donde entraron en tierras de los Cocomes, quienes los enfrentaron. Gerónimo de Aguilar fue la principal fuente de esta historia, ya que fue el único superviviente junto a Gonzalo Guerrero:

...(Aguilar) dixo que saltando de la barca los que quedaron vivos, toparon luego con indios, uno de los cuales con una macana hendió la cabeza a uno de los nuestros, cuyo nombre calló; y que yendo aturdido, apretándose con las dos manos la cabeza, se metió en una espesura do topó con una mujer, la cual, apretándole la cabeza, le dexó sano, con una señal tan honda que cabía la mano en ella. Quedó como tonto; nunca quiso estar en poblado, y de noche venía por la comida a las casas de los indios, los cuales no le hacían mal, porque tenían entendido que sus dioses le habían curado, paresciéndoles que herida tan espantosa no podía curarse sino por mano de alguno de sus dioses. Holgábanse con él, porque era gracioso y sin perjuicio vivió en esta vida tres años, hasta que murió.
Cervantes de Salazar, Francisco, Crónica de la Nueva España, libro I, Cap. XXII.

Los Cocomes se enfrentaron a los supervivientes del naufragio, donde 4 de ellos fueron ejecutados, mientras el resto fue encarcelado.

## Años de esclavitud
Llegan a la tierra del grupo de los Tutul xiúes, enemigos de los Cocomes, en la Ciudad-Estado de Maní, a la que pertenecía Xaman Há (actualmente Playa del Carmen), donde el cacique Taxmar los entrega como esclavos a Teohom, su sacerdote, quienes mueren por extenuación, excepto Gonzalo y Gerónimo. Aguilar explica bien cuál era su trabajo, que debió ser, en principio, muy similar al de Gonzalo Guerrero: 

...traer a cuestas la leña, agua y pescado, y estos trabajos sufríalos Aguilar con alegre rostro por asegurar la vida, que tan amada es. Naturalmente estaba tan subjecto y obedescía con tanta humildad, que no sólo con presteza hacía lo que su señor le mandaba, pero lo que cualquier indio por pequeño que fuese, tanto, que aunque estuviese comiendo, si le mandaban algo, dexaba de comer por hacer el mandado.

...y en cavar los maizales.

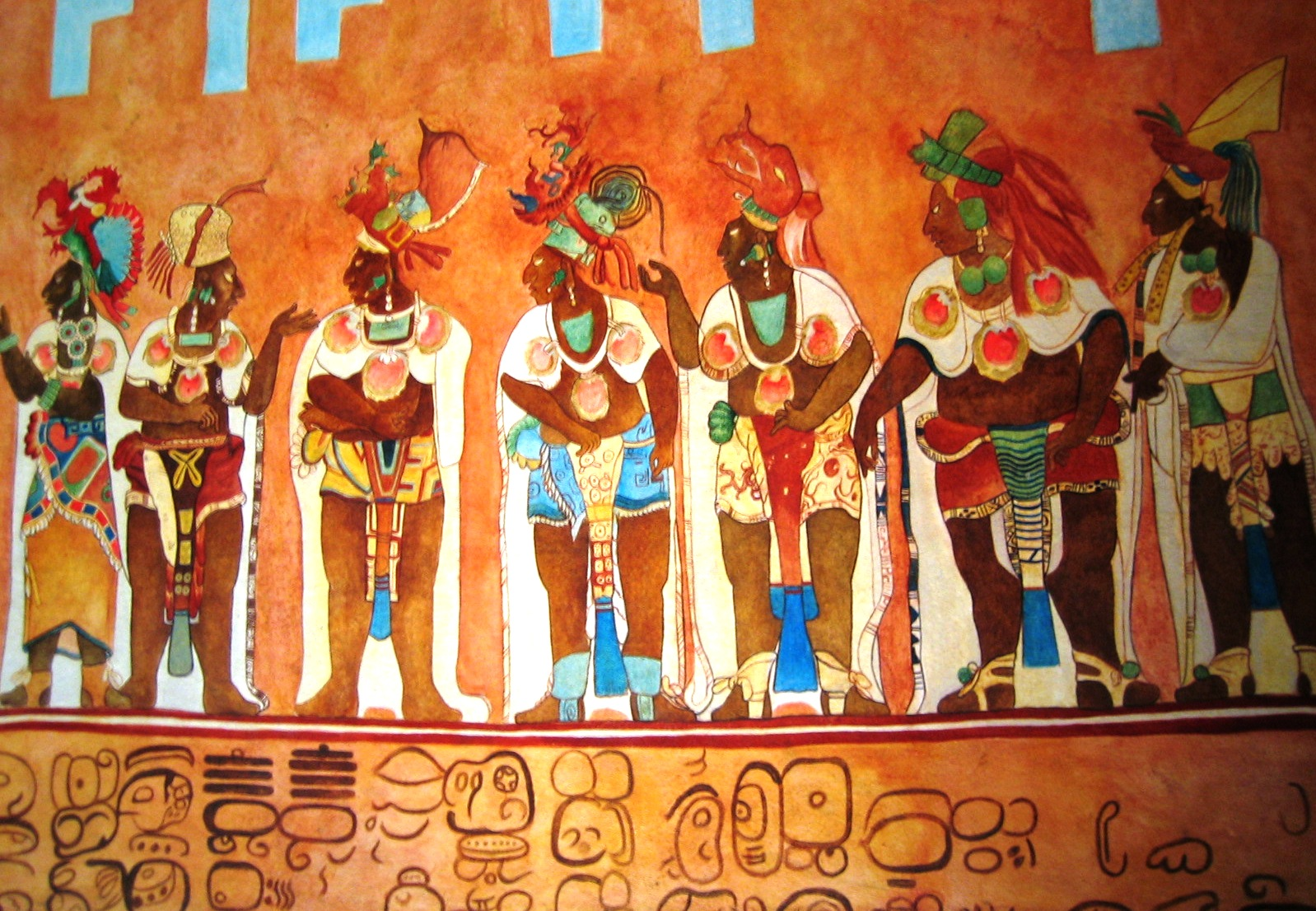
Parte del mural de Bonampak

Gerónimo de Aguilar mantuvo su conservadurismo, mientras Gonzalo Guerrero se enamoró de la Cultura Maya y de su pueblo decidiendo ayudarles toda su vida: 

...Y porque es malo de conoscer el corazón del hombre y el cacique era sabio y deseaba ocupar a Aguilar, como después hizo, en cosas de mucho tomo, viendo que vivía tan castamente que aun los ojos no alzaba a las mujeres, procuró tentarle muchas veces, en especial una vez que le envió de noche a pescar a la mar, dándole por compañera una india muy hermosa, de edad de catorce años, la cual había sido industriada del señor para que provocase y atraxese a su amor a Aguilar; dióle una hamaca en que ambos durmiesen. Llegados a la costa, esperando tiempo para entrar a pescar, que había de ser antes que amanesciese, colgando la hamaca de dos árboles, la india se echó en ella y llamó a Aguilar para que durmiesen juntos; él fue tan sufrido, modesto y templado, que haciendo cerca del agua lumbre, se acostó sobre la arena; la india unas veces lo llamaba, otras le decía que no era hombre, porque quería más estar al frío que abrazado y abrigado con ella; él, aunque estuvo vacilando, muchas veces, al cabo se determinó de vencer a su sensualidad y cumplir lo que a Dios había prometido, que era de no llegar a mujer infiel, por que le librase del captiverio en que estaba.

## Jefe maya

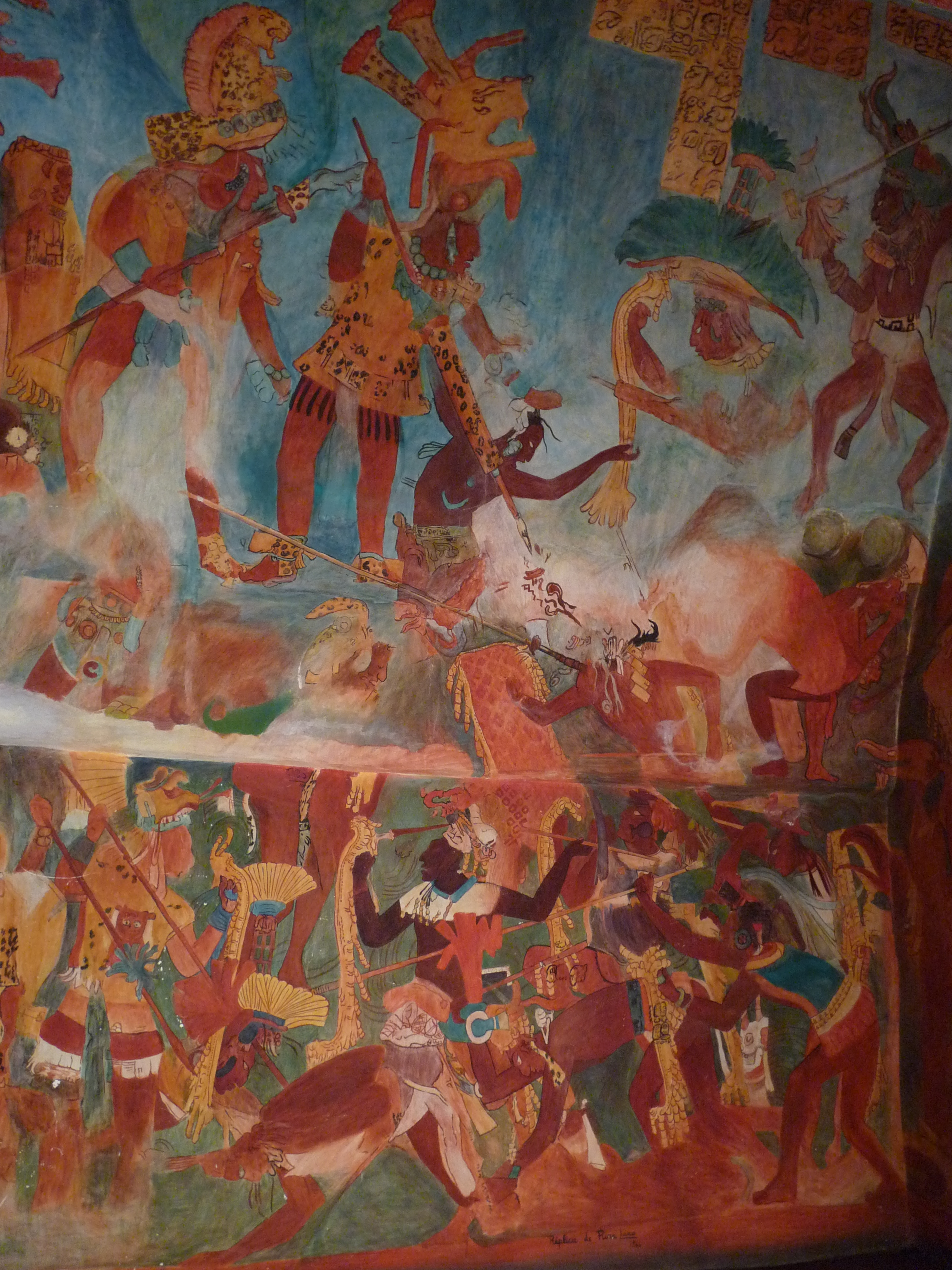
Reproducción de los murales de Bonampak (derecha) 1, Guerreros mayas

Taxmar se enteraría de los duros trabajos que realizaban sus esclavos, y que los dos únicos supervivientes estaban al borde de la muerte, los reclamaría para sí. En esa decisión se tomó en cuenta que los dos españoles habían participado en algunos enfrentamientos con los enemigos del grupo Maya, en los cuales habían destacado por sus habilidades militares, es por esto que consideró tomarlos como consejeros de guerra. Gonzalo les enseñaría diferentes formas de ataque y defensa, diversas formaciones en cuadros y columnas, lo que incluyó criterios del cómo no todos los combatientes tenían que pelear en forma cerrada y desordenada, ni al mismo tiempo, sino relevándose en las líneas lo mismo que atacar por los costados, para alternar combate y descanso, a fin de no agotarse antes que los enemigos. Además, formaría una falange macedonia, para derrotar a los Cocomes, con lo que alcanzó un gran prestigio.[cita requerida]

División de cacicazgos mayas en el según Ralph Roys.

Taxmar regalaría a Guerrero al sabio jefe Na Chan Can, cacique de los cheles en la ciudad de Ichpaatún, al Norte de la Bahía de Chetumal, quien, a su vez, lo regala a su Nacom (jefe de guerreros) Balam. Balam trataba con mucho cuidado a Guerrero, hasta que un día, al atravesar un río, Balam fue atacado por un caimán y Gonzalo Guerrero salva la vida de su amo, quien por este hecho le otorga la libertad.[cita requerida]
Como guerrero y hombre libre del grupo maya, participa con gran éxito en varias expediciones guerreras. Se transculturiza, dejándose hacer mutilaciones y tatuajes rituales que eran propios a su rango.[cita requerida] Sus victorias se suceden y asciende hasta Nacom al casarse con la princesa Zazil Há, también llamada Ix Chel Ka'an, hija de Na Chan Can. Consiente que a sus propios hijos les aplanen la frente con una tablilla. También sufre los rituales de mutilación, por los cuales los guerreros demuestran su desprecio al dolor y la muerte.

## Intento de rescate por Hernán Cortés
En 1519 una expedición de Hernán Cortés desembarca en la Isla de Cozumel, y ahí descubren que dos españoles vivían en esa ínsula, y enviaron mensajeros para ofrecer rescatarlos. Según narra Diego López de Cogolludo en su obra Historia de Yucatán:

Con el buen tratamiento del general Hernando Cortés, con no hacer los españoles daño alguno á los indios, se acabaron de asegurar todos los de la Isla, y traían buena provisión de bastimentos para el ejército. (...) Desta familiar comunicación con los indios, dice el cronista Herrera, resultó que algunos dieron á entender que cerca de aquella Isla en Tierra firme de Yucatán, había hombres semejantes á los españoles con barbas, y que no eran naturales deste reino, con que tuvo ocasión Hernando Cortés de buscarlos.

En cambio, Bernal Díaz del Castillo asigna otra causa, y dice:

Que como hubiese oído el general a los soldados que vinieron con Francisco Hernández de Córdova, que los indios les decían Castilan, Castilan, señalando al oriente, que llamó al mismo Bernal Díaz y a un vizcaíno llamado Martín Ramos, y les preguntó, que si era como se decía; y respondiéndole que sí, dijo el general, que presumía haber españoles en Yucatán, y sería bueno hacer diligencia entre los indios. Mandó el general llamar á los caciques, y por lengua del indio Melchor (que ya sabía algún poco de la castellana, y la de Cozumel (Cuzamil) es la misma que la de Yucatán) se les preguntó si tenían noticia de ellos. Todos en una conformidad respondieron, que habían conocido unos españoles en esta tierra, y daban señas dellos, diciendo que unos caciques los tenían por esclavos, y que los indios mercaderes de aquella Isla los habían hablado pocos días había, que estarían de distancia la tierra adentro, andadura y camino de dos soles.

### Hernán Cortés envía cartas a los náufragos

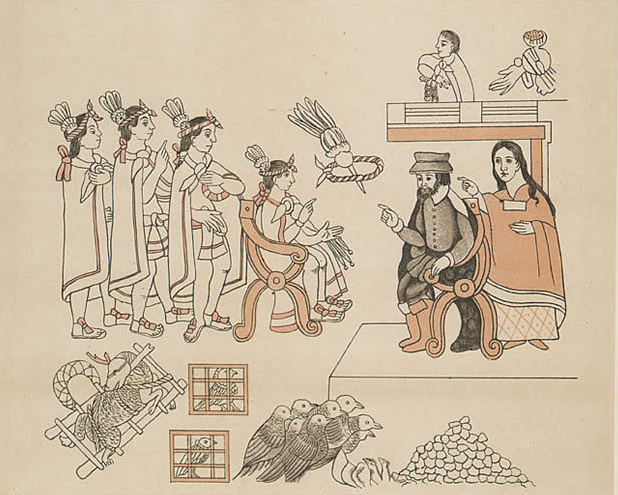
Hernán Cortés utilizando a la Malinche como intérprete frente a Moctezuma en Tenochtitlán.

Cortés necesitaba de intérpretes que hablasen los idiomas de la región, por lo tanto, decidió contactar con ellos enviándoles misivas en las que les exhortaba a unirse a su expedición y les marcaba el punto de encuentro:

Grande fue la alegría de los españoles con esta nueva, y así les dijo el general a los caciques que con cartas, que les daría para ellos se los enviasen a buscar. A los que señalaron los caciques para ir, halagó y dio unas camisas y cuentas, prometiendo darles más cuando volviesen. Los caciques dijeron al general, enviase con los mensageros rescate para dar a los amos, cuyos esclavos eran, para que los dejasen venir, y así se les dio de todo género de cuentas y otras cosas, y se dispusieron los dos navíos menores con veinte ballesteros y escopeteros, por su capitán Diego de Ordaz. Dióles orden el general que estuviesen en la costa de Punta de Cotóch (c'otoch) aguardando ocho días con el navío mayor, y que con el menor se le viniese a dar cuenta de lo que hacían. Dispúsose todo, y la carta que el general Cortés dio á los indios, para que llevasen á los españoles, decía así: "Señores y hermanos, aquí en Cozumél (Cuzamil) he sabido, que estáis en poder de un cacique detenidos. Yo os pido por merced, que luego es vengáis aquí á Cozumél (Cuzamil), que para ello envío un navío con soldados, si los hubiéredes menester, y rescate para dar a esos indios con quien estáis, y lleva el navío de plaza ocho días para os aguardar. Veníos con toda brevedad: de mí seréis bien mirados, y aprovechados. Yo quedo aquí en esta isla con quinientos soldados y once navíos. En ellos voy mediante Dios la vía de un pueblo que se dice Tabasco ó Potonchán (Chakan Poton).

### Llegada de Gerónimo de Aguilar a Cozumel
Los indios que llevaron la carta del general Hernando Cortés, dentro de dos días la dieron á un español, que se llamaba Gerónimo de Aguilar. Dicen algunos, que no se atrevieron á dársela á él, sino á su amo, y que receló mucho le quisiese dar licencia para irse, y que así con mucha humildad puso todo el negocio en la voluntad de su amo; medio con que hasta entónces se había conservado, y que con esto no solo le dio licencia, pero que hizo le acompañasen algunos indios, y le rogó solicitase para él la amistad de los de su nación, porque deseaba tenerla con hombres tan valerosos. Pero Bernal Diaz afirma, que al Gerónimo de Aguilar se dio la carta y rescates, y que habiéndola leído se holgó mucho (bien se deja entender el grado en que seria) y que fue á su amo con ella, y los rescates para que le diese la licencia, la cual luego dio para que se fuese donde tuviese gusto. Gerónimo Aguilar habida licencia de su amo, fue en busca de otro compañero suyo llamado Gonzalo Guerrero. y le enseñó la carta, y dijo lo que pasaba.

Dice Bernal Díaz del Castillo en su crónica Historia Verdadera de la Conquista de la Nueva España que a fray Gerónimo de Aguilar le:

...respondió el Guerrero: "Hermano Aguilar, yo soy casado y tengo tres hijos. Tienenme por cacique y capitán, cuando hay guerras, la cara tengo labrada, y horadadas las orejas que dirán de mi esos españoles, si me ven ir de este modo? Idos vos con Dios, que ya veis que estos mis hijitos son bonitos, y dadme por vida vuestra de esas cuentas verdes que traeis, para darles, y diré, que mis hermanos me las envían de mi tierra.
La mujer con quien el Guerrero estaba casado, que entendió la plática del Gerónimo de Aguilar, enojada con él dijo: Mirad con lo que viene este esclavo á llamar á mi marido, y que se fuese en mala hora, y no cuidase de más. Hizo de nuevo instancia Aguilar con el Guerrero, para que se fuese con él: diciéndole, que se acordase era cristiano y que por una india no perdiese el alma, que si por la mujer y hijos lo hacían que los llevase consigo, si tanto sentía el dejarlos. No aprovechó tan santa amonestación, para que el Gonzalo Guerrero (que era marinero, y natural de Palos) fuese con Gerónimo de Aguilar, que viéndole resuelto en quedarse, se fue con los dos indios de Cozumél (Cuzamil) al parage, donde quedó el navío.

Aguilar aceptó, en tanto que Gonzalo Guerrero prefirió permanecer junto a los mayas. Andrés de Tapia fue el primer español que reconoció en Cozumel a Jerónimo de Aguilar, el náufrago de la flota de Nicuesa que habría de servir como intérprete de la lengua maya. Cortés lo mandó junto con otros dos soldados a recibir unas canoas con nativos entre los cuales estaba Guerrero, el cual pronunció la frase: "Dios y Santamaría e Sevilla". Tal es la versión de Díaz del Castillo. Cervantes de Salazar también señala a Tapia como el primero que identificó al que habría de ser intérprete junto con Marina, pero cambia las primeras palabras castellanas:

[...] y volviendo el rostro a los nuestros, les dixo en castellano: «Señores, ¿sois españoles?» Otros dicen que dixo: «Señores, ¿sois cristianos?» Respondiéronle que sí, se alegró en tanta manera que lloraba de placer, [...] Andrés de Tapia, atajándole la plática, llegándose a él lo abrazó amorosamente y dio la mano para que se levantase; abrazáronle los demás, y así se vino con los indios compañeros, hablando con Andrés de Tapia, dándole cuenta cómo se había perdido, hasta que llegó do estaba el Capitán.

## Luchas contra los conquistadores españoles y muerte
Rechaza regresar con varias expediciones españolas, y apoya durante los combates para expulsar a Grijalva (1518), Francisco Hernández de Córdoba (1517) y Cortés (1524-1526). Durante los años siguientes, los españoles estimaron que Guerrero se dedicó a entrenar a los mayas para defender su territorio, pues cuando Francisco de Montejo, en mayo de 1527, cruza el Atlántico con 380 soldados en cuatro navíos, encontró serias dificultades para conquistar Yucatán. Combate a los conquistadores Montejo (padre e hijo) y a su capitán Dávila. Instruye a sus guerreros como enfrentar a los extranjeros, aconsejando siempre no dar tregua ni fiarse de los blancos, intentando proteger su territorio, hoy parque natural, de Champotón.

Y luego le preguntó por Gonzalo Guerrero, y dijo que estaba casado y tenía tres hijos, y que tenía labrada la Cara y horadadas las orejas y el bezo de abajo, y que era hombre de la mar, de Palos, y que los indios le tienen por esforzado; y que hacía poco más de un año que cuando vinieron a la punta de Cotoche un capitán con tres navíos (parece ser que fueron cuando vinimos los de Francisco Hernández de Córdoba) que él fue inventor que nos diesen la guerra que nos dieron, y que vino él allí juntamente con un cacique de un gran pueblo.

En julio de 1531, el capitán Dávila partió con una fuerza hacia el sitio que hoy es Chetumal, donde suponían que vivía Guerrero y existían minas de oro; sin embargo encontró un lugar en abandono y pese a que más adelante toma a algunos mayas prisioneros, lo engañan diciéndole que Gonzalo Guerrero había muerto de forma natural, por lo que Dávila remite informes a Montejo en Campeche sobre el supuesto fallecimiento. En realidad, muere en 1536 cuando se enfrentaba a las tropas del capitán Lorenzo de Godoy para ayudar, con cincuenta canoas, a Cicumba, cacique Tolupan del poblado de Ticamaya (Honduras), en el valle inferior del Río Ulúa. 
Una flecha de ballesta se clavó justo en su ombligo y le atravesó hasta el costado, donde fue herido de muerte por un disparo de arcabuz. Sus hombres le sacaron del campo de batalla y le escondieron detrás de unas palmeras. Pidió a sus más allegados que cuidaran de sus hijos y, al resto de sus hombres, más de un millar, que siguieran combatiendo. Tuvieron que replegarse y el cadáver de Guerrero quedó en campo enemigo. Se dice que algunos españoles afirmaron luego haberlo visto: tatuado y vestido como un indio, pero barbado. Durante la noche, algunos de sus hombres rescataron su cuerpo y como postrero homenaje, lo lanzaron al río Ulúa, para que la corriente le llevara hasta el Océano de donde vino.[cita requerida]
El final de Gonzalo Guerrero en Puerto de Caballos, Honduras, queda relatado en la carta del Gobernador de Honduras, Andrés de Cereceda, del día siguiente a la batalla, el 14 de agosto de 1536:

Y arcabuceros y otras personas combatiendo la entrada o salida del albarrada al río y en la proa de la canoa una pica de artillería, que con lo uno y lo otro hizo tanto daño a los indios hasta que ellos, de su voluntad, se vinieron a dar a la obidiencia y servicio de vuestra majestad. Dijo el cacique Cicimba como, antes que se diesen, con un tiro de arcabuz se había muerto un cristiano español que se llamaba Gonzalo Aroza que es el que andaba entre los indios en la provincia de Yucatán veinte años ha y más, que es éste el que dicen que destruyó al adelantado Montejo. Y como lo de allá se despobló de cristianos, vino a ayudar a los de acá con una flota de 50 canoas para matar a los que aquí estábamos antes de la venida del adelantado [...] Y andaba este español, que fue muerto defunto, labrado el cuerpo y en hábito de indio.
Archivo General de Indias, Sevilla, Sección Gobierno, Audiencia de Guatemala, legajo nº 39, Remez nº 6.

## Padre del mestizaje

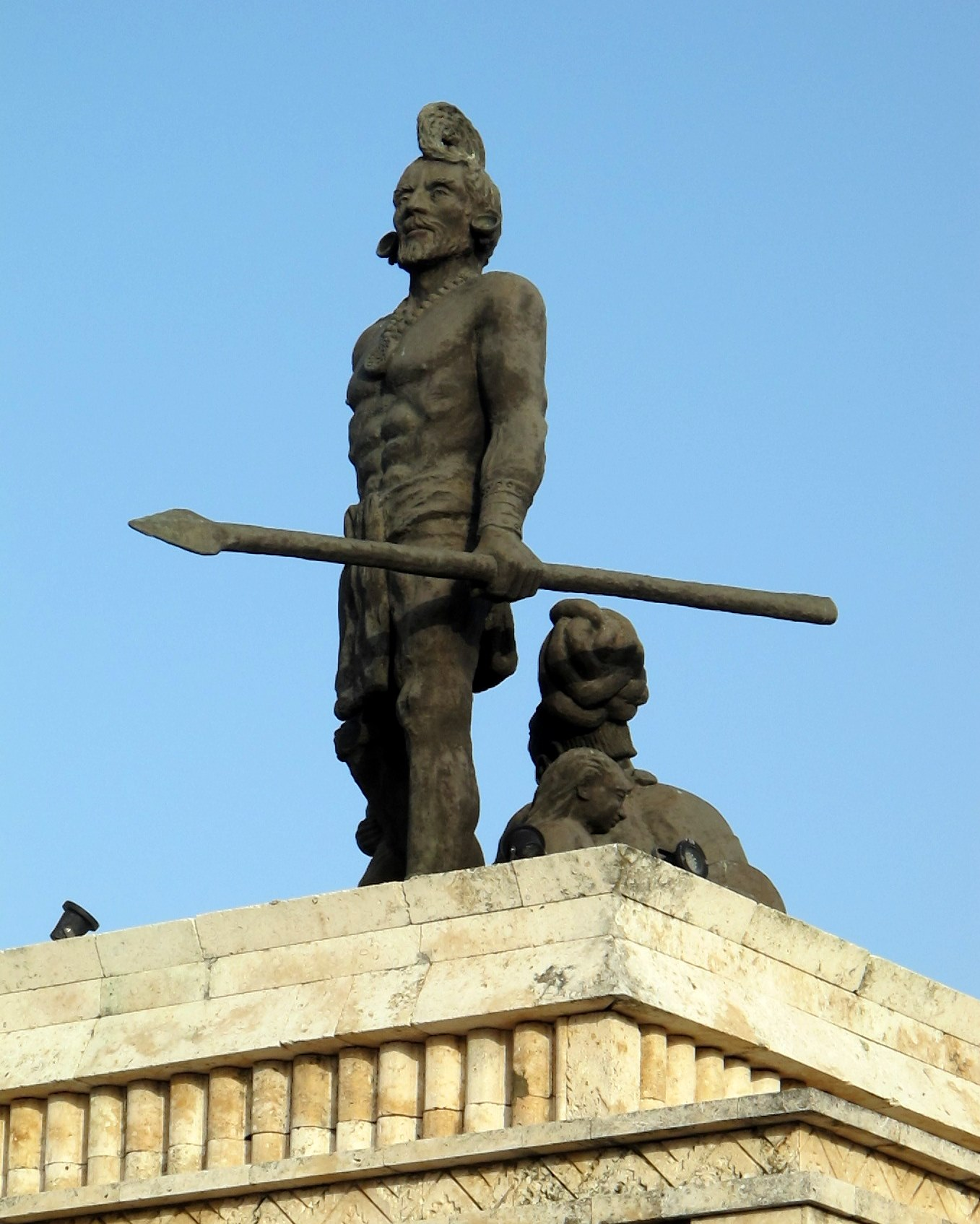
Monumento a Gonzalo Guerrero, "padre del mestizaje" en México, náufrago español del siglo XVI quien renunció a su patria de origen, a su rey y a su religión y se quedó con los mayas entre quienes había fundado familia. Ubicado en un extremo del Paseo de Montejo de Mérida, Yucatán, en contraposición al de los Montejo a quienes combatió durante la guerra de conquista de Yucatán.

Gonzalo Guerrero fue durante siglos un personaje aborrecido por las autoridades "españolas", especialmente por abandonar la fe católica. Los cronistas, informados por Jerónimo de Aguilar, lo presentan como un ser extraño e inquietante. Aguilar probablemente subdiácono, describe en sus relatos una comparación de su proceder contrario al de Guerrero. Él afirma que se mantuvo casto y fiel a su rey y a su Dios, en cambio argumenta que Gonzalo Guerrero había caído en la tentación de tomar mujer, formar una familia, mezclar su sangre con la de sus captores. Fue eso lo que, según Aguilar, le perdió, llevándole, poco a poco, a abrazar la cultura y los dioses de su nueva familia.
Tras la independencia de México muchos mexicanos comenzaron a admirar la cultura maya que combatieron sus antepasados. Siendo entre ellos Guerrero un nombre que simbolizaba la lucha contra la potencia colonial e imperialista conocido como el "egregio tránsfuga" Gonzalo Guerrero ha sido objeto de honores y monumentos, entre los cuales destacan:

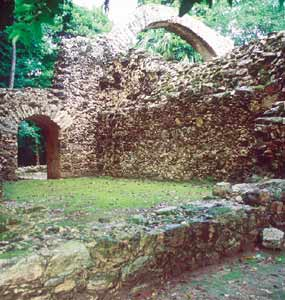
Ruinas de la Iglesia en Oxtankah, Chetumal, Quintana Roo, México

- Una laguna cerca de Bacalar lleva su nombre, la Laguna Guerrero.
- En las ruinas de Oxtankah aún se pueden apreciar restos de los templos y la iglesia que mandó levantar Alonso Dávila en su temporal ocupación de Chactemal.
- El 4 de abril de 2008 se exhibe el boceto del mural La cuna del mestizaje, de Rodrigo Siller, como pieza del mes del Museo de la Cultura Maya.[24]
- El monólogo Yáax, el primer mexicano, de Guillermo Schmidhuber le da ese nombre al único hijo varón de Gonzalo Guerrero, nombre que en maya significa "el primero", y niega que el primer mestizaje fuera el hijo de Hernán Cortés y la Malinche.

- Paradójicamente, al final de la avenida que se denomina Prolongación del Paseo de Montejo (llamada así en memoria del conquistador a quien combatió) de la ciudad de Mérida, Yucatán, se encuentra un monumento a Gonzalo Guerrero, héroe indiscutiblemente para los habitantes de la región. Obra del escultor Raúl Ayala, y que originalmente perteneció a los propietarios de la zona hotelera de Akumal, Quintana Roo.[25]

- En el Himno de Quintana Roo:

"Esta tierra que mira al oriente
cuna fue del primer mestizaje
que nació del amor sin ultraje
de Gonzalo Guerrero y Za'asil".

## En la cultura popular
- La novela Caminarás con el sol (Alfonso Mateo-Sagasta, 2011) tiene a Gonzalo Guerrero como personaje protagonista.[27]